# Fritillaria uva-vulpis
Fritillaria uva-vulpis là một loài thực vật có hoa trong họ Liliaceae. Loài này được Rix miêu tả khoa học đầu tiên năm 1974.